# Масонская ложа Эдинбурга № 1
Масонская ложа Эдинбурга (Часовня святой Марии) № 1 (англ. Lodge of Edinburgh (Mary's Chapel) No.1) — историческая масонская ложа шотландского города Эдинбург. Ложа находится под юрисдикцией Великой ложи Шотландии.

## История
Номер 1 в реестре Великой ложи Шотландии обозначает появление этой ложи в качестве одной из первых в Шотландии. Появление ложи датируется июлем 1599 года. Первая историческая справка о спекулятивном масоне, принятым в качестве члена ложи, который не был каменщиком и не занимался строительством, датируется 1634 годом, что считается одним из первых упоминаний не только в Шотландии, но и в мире.
Ложу часто называют «Часовней святой Марии» или «Древней ложей эдинбургской часовни святой Марии», первое название из которых является производным от его древнего места, где впервые произошла встреча членов ложи. Они встретились в старой часовне Св. Марии на Нидрие Винд в Эдинбурге, которая была снесена для того чтобы освободить место для строительства южного моста Эдинбурга.
Ложа проводит свои работы в Новом городе, в доме № 19 на улице Хилл, в здании построенном в 1820-х годах по проекту архитектора Джорджа Ангуса. Здание было приобретено в 1893 году. Сейчас здание находится в перечне исторических объектов Шотландии (Категория А).